# 懿济圣母庙
37°16′22″N 113°42′09″E / 37.27278°N 113.70250°E
懿济圣母庙位于中国山西省和顺县平松乡合山村东南卧龙岗，2006年被列为第六批全国重点文物保护单位。
懿济圣母庙始建于宋，元至治元年（1321年）、至元四年（1338年）重修。庙依山而建，坐南朝北，由上下二院及显泽侯神祠组成，占地8400平方米。上院有圣母殿、献殿、眼光殿、痘疹殿、白龙殿、药王殿，下院有牌楼、山门、戏台、东西廊房及禅院，显泽侯神祠有大王殿、虫王殿、阎王殿、财神殿、土地庙、山门，其中圣母殿为元代建筑，余为明清建筑。圣母殿面阔进深各三间，单檐歇山顶，斗栱四铺作单抄单下昂，计心造，梁架结构为六椽栿对后乳栿用三柱。